# Inulin

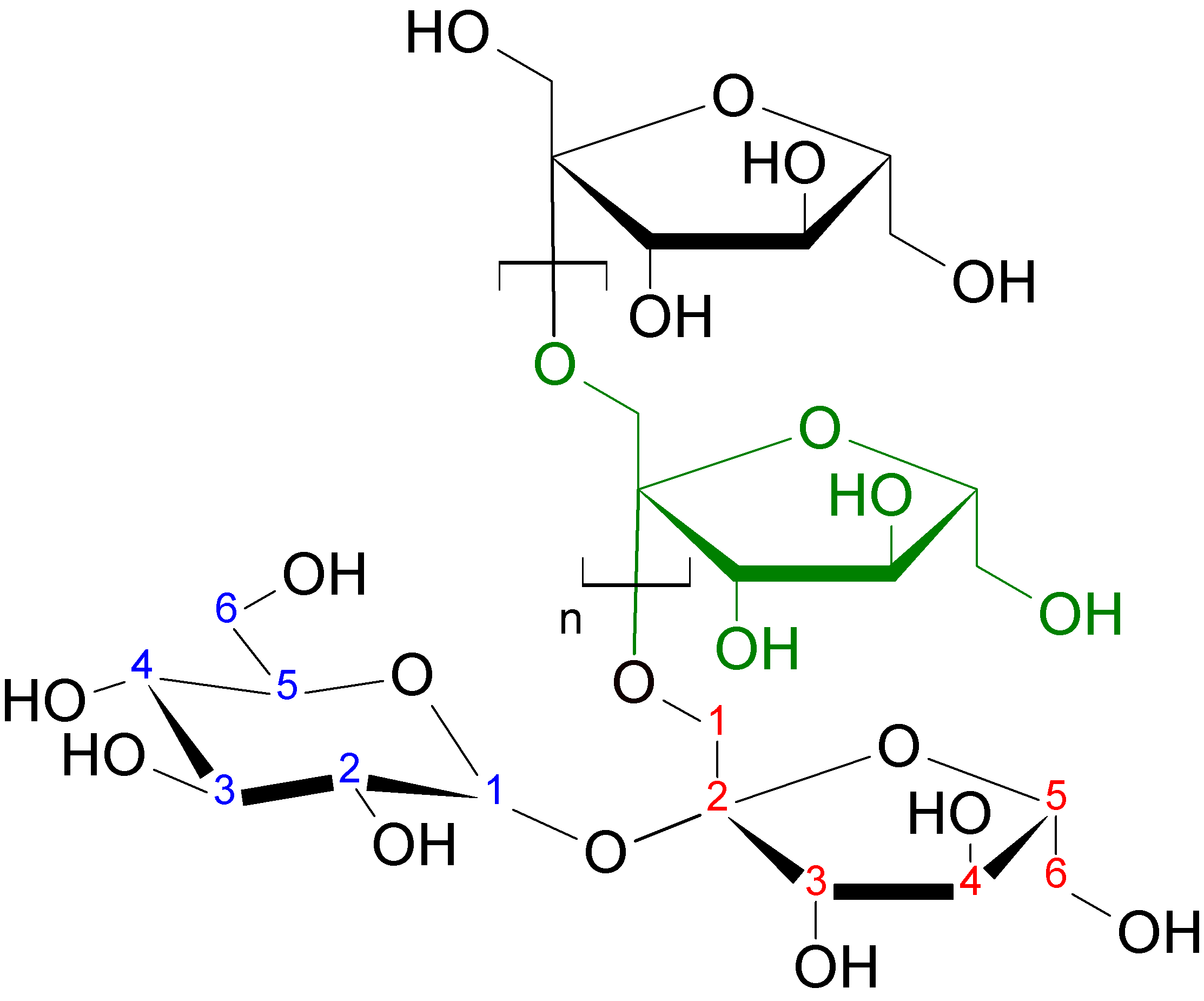
Inulins strukturformel.

Inulin är en kostfiber, det vill säga en kolhydrat (polysackarid) som når tjocktarmen tämligen oförändrad. Vidare är ämnet fermenterbart, vilket innebär att det jäses av bakterier i tjocktarmen. Inulin består av kedjor av fruktos, som avslutas med en glukosenhet. Termen inulin innefattar även ämnet oligofruktos, som även kallas sött inulin.

## Naturlig förekomst

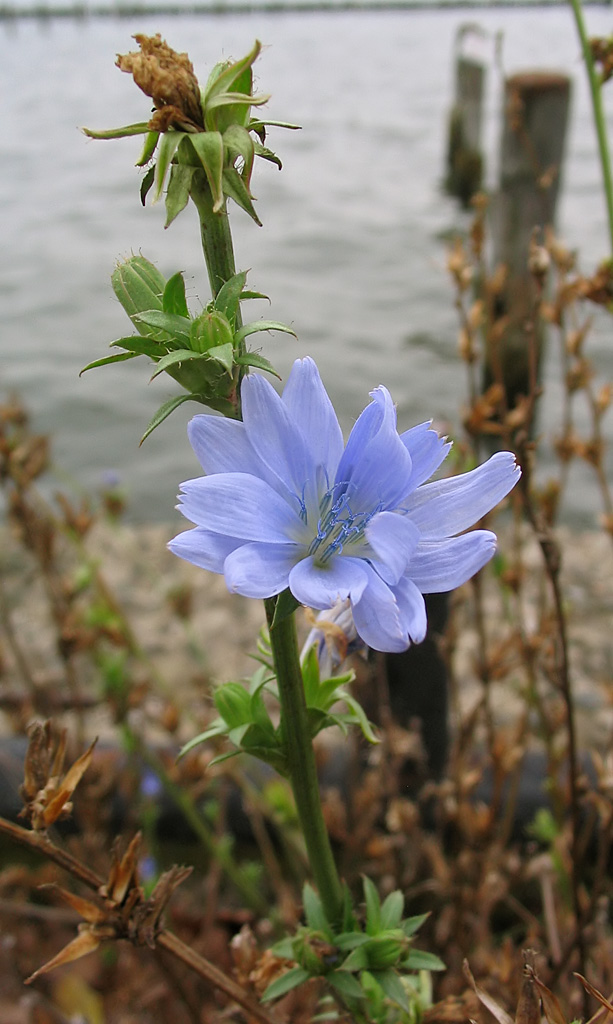
Cikoriaväxten, vars rot används för inulinframställning.

Inulin utgör upplagsnäring i roten hos några korgblommiga växter, till exempel dahlior, jordärtskocka, krisslor och cikoria. Ämnet förekommer även i lök, purjolök och vitlök.

## Användning i livsmedel
Inulin är en relativt vanlig tillsats i industriellt framställd mat. Syftet med att tillsätta inulin kan vara att ge fyllnad och konsistens åt livsmedlet, att söta livsmedlet, eller att öka livsmedlets fiberinnehåll. Ämnets sötma uppges motsvara en tredjedel av vanligt socker.
Inulin för tillsats i livsmedel produceras främst från cikoriarot. I de fall ämnet förekommer som tillsats måste även ursprungsråvaran presenteras, och kan då exempelvis benämnas cikoriarotfiber.

## Hälsoeffekter
Inulin är en typ av prebiotika, det vill säga att det till hög grad jäses av bakterier i tjocktarmen. Detta kan verka gynnsamt för tjocktarmens bakterieflora. Då bakterierna jäser inulin sker dock även en gasbildning, vilket kan leda till gasbesvär, magknip och diarré. Det finns vetenskapliga belägg för att intag av 40 gram om dagen kan leda till diarré. Det finns även indikationer på att vissa individer kan få besvär av betydligt mindre. Ämnet oligofruktos, som omfattas av termen inulin, anses vara än mer benäget att ge magbesvär.
Kostfiber generellt har flera väl dokumenterade hälsofördelar – minskad risk för hjärtkärlsjukdom, diabetes, tjocktarmscancer och förstoppning. Vidare kan kostfiber bidra till viktnedgång.

## Medicinsk användning
Inulin används inom njurfysiologin för att mäta njurens filtreringsförmåga, den glomerulära filtrationshastigheten (uppmätt GFR, eller mGFR). Ämnet är användbart eftersom det endast utsöndras via njuren genom fri filtration i njurens glomerulus, utan att sedermera utsöndras eller återresorberas i andra delar av njurens nefron. Andra egenskaper hos inulin som gör att det används för att mäta mGFR är att det är vattenlösligt, att det till låg grad binder till proteiner i blodet samt att det inte naturligt förekommer i blodet.
Uppmätning av mGFR med inulin görs genom att ämnet tillförs till blodet genom injektion eller infusion intravenöst. Sedan mäts halten av ämnet i urin och blod med fördefinierade intervall.
Metoden är dock både komplicerad och dyr och har i princip fullständigt kommit att ersättas av uppmätning av naturligt förekommande ämnen i blodet, så som kreatinin och cystatin C, och att på så sätt uppskatta GFR (estimerat GFR, eller eGFR). Bestämning av njurens filtreringsförmåga med inulin anses dock fortfarande vara referensmetod.